# TVR HD
TVR HD a fost un canal de televiziune de înaltă definiție deținut de Societatea Română de Televiziune.  
Difuzarea se facea atât prin satelit cât și terestru, în MPEG4. Programul a putut fi recepționat în sistem DVB-T2 și pe toate platformele de cablu și satelit care pot recepționa canale HD.
Din 3 noiembrie 2019 canalele TVR 1 și TVR 2 au început să emită în HD (televiziune cu rezoluție înaltă), iar TVR HD a fost închis.

## Identitate
Înființat în anul 2008, TVR HD a fost cel mai nou canal al TVR și reprezintă răspunsul televiziunii publice la una dintre cele mai importante direcții de evoluție a tehnologiei de televiziune: trecerea de la formatul Standard Definition cu raportul de aspect 4:3 (formatul tradițional al televizoarelor obișnuite, cu tub catodic), la formatul High Definition cu raportul de aspect 16:9 (aparatele cu ecran plat – flat screen - de tip plasmă, LCD, LED ș.a), cu o rezoluție a imaginii de până la cinci ori mai pronunțată și Sunet Surround 5+1.
Programele difuzate de TVR HD au putut fi împărțite în trei mari categorii:
- programe HD produse in house cu resursele proprii ale TVR
- programe HD achiziționate, precum filme artistice, seriale, documentare etc.
- transmisii realizate ab initio în HD de la mari evenimente pentru care TVR deține drepturile de difuzare, precum mari competiții sportive (UEFA Champions League, Olimpiadele de vară și de iarnă, etc.), spectacole sau competiții artistice (Concursul Muzical Eurovision, Concertul de Anul Nou al Filarmonicii din Viena, etc.) sau alte evenimente de anvergură (nunta Prințului William al Marii Britanii)

## Acoperire
Canalul TVR HD a fost disponibil pe întreg teritoriul României prin două modalități de difuzare: fie FTA (Free-To-Air), adică fără abonament sau altă formă de plată: DVB-T2, fie în regim de pay tv, prin rețelele de cablu sau IPTV.

### Recepție digital-terestră
Recepția digital-terestră DVB-T2 cuprinde 86% din teritoriul României cu ajutorul a 63 de relee ale Radiocom.
Recepția FTA digital-terestră DVB-T (în București și zona înconjurătoare pe o rază de aproximativ 100 de kilometri, pe canalul 54 și zona Sibiului, pe canalul 39) fost disponibilă până la 1 septembrie 2016.

### Recepție prin satelit și IPTV
De asemenea, TVR HD a putut fi recepționat direct (DVB-S, Digital Video Broadcasting - Satellite) de pe satelitul SESAT 1, 16°Est, cu antenă individuală, STB (Set Top Box) și cartelă Viacess. Recepția TVR HD în regim pay tv a fost facuta, 
împreună cu alte 16 canale HD disponibile în România la începutul lui 2012, prin trei modalități: 
- prin rețelele digitale de cablu ale RCS&RDS, UPC și Romtelecom
- recepție prin satelit în rețelele Romtelecom și RCS&RDS
- prin IPTV în rețelele Romtelecom, RCS&RDS și INES IPTV